# نورمان برانش
نورمان برانش (بالإنجليزية: Norm Branch)‏ هو لاعب كرة قاعدة أمريكي، ولد في 22 مارس 1915 في سبوكين في الولايات المتحدة، وتوفي في 21 نوفمبر 1971 في نافاسوتا في الولايات المتحدة.

## وصلات خارجية
- نورمان برانش على موقعبيزبول رفرنس.كوم (الدوري الرئيسي) (الإنجليزية)
- نورمان برانش على موقعبيزبول رفرنس.كوم (الدوري الثانوي) (الإنجليزية)
- نورمان برانش على موقع مشجعي الرسوم البيانية (الإنجليزية)